# مشت (فیلم ۱۹۷۸)
مشت (به انگلیسی: F.I.S.T) یک فیلم درام، جنایی و نئو-نوآر آمریکایی محصول سال ۱۹۷۸ به تهیه‌کنندگی و کارگردانی نورمن جویسون با بازی سیلوستر استالونه است. استالونه نقش یک کارگر انبار کلیولند را بازی می‌کند که در رهبری اتحادیه کارگری خیالی «فدراسیون کامیون داران بین ایالتی» درگیر می‌شود. این فیلم بر اساس اتحادیه بین‌المللی برادری تیمسترز و رئیس جمهور سابق آنها جیمی هوفا است.

## داستان
جانی کواک (سیلوستر استالونه) که یک کارگر به ظاهر ساده ولی متفکر است، پس از اخراج از کار بارزنی در لنگرگاه، وارد اتحادیه شده و پس از مدتی ...